# دهستان سیس (دهگلان)
دهستان سیس یکی از دهستان‌های شهرستان دهگلان در استان کردستان ایران است. این دهستان در بخش بلبان‌آباد قرار دارد و براساس سرشماری مرکز آمار ایران در سال ۱۳۹۰، جمعیت آن (۱۶۴۴)نفر و (۴۲۳) خانوار. (۸۴۲) مرد و (۸۰۲) زن بوده‌است.